# Высоковский (Владимирская область)
Высоковский — упразднённая деревня в Гусь-Хрустальном районе Владимирской области России.

## География
Урочище находится в юго-западной части области, в зоне хвойно-широколиственных лесов, к востоку от автодороги 17Н-27, на расстоянии 32 километров (по прямой) к юго-востоку от города Гусь-Хрустальный, административного центра района.

### Климат
Климат характеризуется как умеренно континентальный. Средняя температура воздуха самого холодного месяца (января) — −11 °C, средняя температура воздуха самого тёплого месяца (июля) — +18,4 °С. Годовое количество атмосферных осадков составляет 500 −550 мм. В годовой розе ветров преобладают южные и юго-западные ветры умеренной силы.

## История
По данным 1926 года, в посёлке имелось 4 крестьянских хозяйства и проживало 18 человека (8 мужчины и 10 женщин). Являлась частью Васильевского сельсовета Черсевской волости Гусевского уезда.
На момент упразднения входил в состав Васильевского сельсовета Гусь-Хрустального района. Упразднена решением облисполкома № 773 от 26 июня 1974 года как фактически не существующий.